# Cristian Berra
Cristian Pablo Berra (Bahía Blanca, 17 aprile 1982) è un ex calciatore argentino, di ruolo attaccante.

## Carriera
Cresciuto nel Villa Mitre, nel 2002 si trasferisce al Dep. Maldonado, nel massimo campionato uruguaiano. La stagione successiva fa ritorno al Villa Mitre, prima di passare all'Ind. Neuquén (Argentino A) nella stagione 2004-2005. Nel 2005 approda in Italia all'Hatria (Eccellenza), prima di arrivare tra i professionisti con la maglia del Pescina VG. Nel 2010, dopo quattro anni al Pescina, viene acquistato dalla Pro Vasto. Con il fallimento dei vastesi, torna in Argentina al Villa Mitre nel Torneo Argentino A, e nella stagione successiva, l'8 luglio 2011, viene acquistato dal Teramo. Il 2 dicembre 2011 passa alla R.C. Angolana.

## Palmarès

### Club

#### Competizioni nazionali
- Campionato italiano Serie D: 1

Pescina VG: 2006-2007 (girone F)